# 勝田川 (鳥取県)
勝田川（かったがわ）は、鳥取県東伯郡琴浦町を流れる勝田川水系本流の二級河川である。

## 地理
源流は船上山ダム上流の船上山およびその山嶺に位置する。
船上山の北山麓に発する渓谷と合流し船上山ダムをへて、氾濫原を形成し日本海に合流する。

## 道路
- 河川沿いに鳥取県道289号船上山赤碕線・鳥取県道34号倉吉赤碕中山線が並行している。